# The Waikiki's
The Waikiki's was een Belgische studioband, vooral bekend om hun single Hawaii Tattoo, uitgebracht in de Verenigde Staten in 1964 bij Kapp Records. Hawaii Tattoo werd in 1961 opgenomen in België en stond twee maanden in de Belgische hitparade. Het was een enorme hit in Duitsland, stond 21 weken in de Top Tien en bereikte ook de Top Vijftig in de Verenigde Staten, Canada en het Verenigd Koninkrijk.
Het album Hawaii Tattoo bereikte in 1965 de nummer 93 plek in de Billboard Hot 200.
Achter de schermen promootte platenproducent Horst Fuchs, een voormalige productiechef van Ariola Records, de carrière van de band en trok hij aan de touwtjes. Componisten als Jo van Wetter, Willy Albimoor, Hans Blum en Michael Thomas (Martin Böttcher) creëerden nummers als Hawaii Tattoo, Carnival of Venice, Mein Hut der hat drei Ecken, Aloha Parade, Honolulu Parade en Waikiki Welcome. De Waikiki's verkochten hun grammofoonplaten met miljoenen en sommige van hun eigen creaties zoals Hilo Kiss of Hula-Hochzeit (Hawaii Honeymoon) vonden hun weg naar de hitlijsten in verschillende landen.
In 2004 werd het nummer Hawaiian March gebruikt voor het nummer Prince Paul's Bubble Party op de soundtrack van de film The SpongeBob SquarePants Movie.

## Bezetting
- Willy Albimoor (piano)
- Jo van Wetter (gitaar)
- Jean Hunstadt (bas)
- Jo de Muynck (drums)
- Freddy Rottier (drums)

## Discografie

### Singles en ep's
- 1961: Hawaii Tattoo
- 1962: Hawaii-Klänge (Goldy en Peter de Vries en de Kihula-Hawaiians / Waikikis en het Hemmann-Quintett)
- 1962: Hilo Kiss / Honolulu Rag
- 1962: White Christmas in Hawaii / Mauna Loa
- 1963: Hula-Hochzeit
- 1963: Tiki Tiki Puka
- 1965: Hawaii Honeymoon / Remember Boa-Boa
- 1965: Hawaii Tattoo (ep)
- 1965: Sleigh Ride
- 1966: Le Cinema (Promo)
- 1970: Felices Navidades (met Nina & Frederik) (ep)
- 1970: Cecilia
- 1976: La Playa

### Albums
- 1962: Hawaii Tattoo
- 1964: Christmas in Hawaii
- 1965: Hawaii Beach Party
- 1966: A Taste of Hawaii
- 1966: New Hawaiian Sounds
- 1966: Lollipops and Roses from Hawaii
- 1967: No. 4: Made in Hawaii
- 1967: Golden Hits
- 1968: Pearly Shells from Hawaii
- 1968: Lennon & McCartney – Hawaiian Style
- 1969: Moonlight on Diamond Head
- 1969: Greatest Hits from Hawaii
- 1970: Holiday in Hawaii
- 1971: On the Beach
- 1973: Greatest Hits from Hawaii (instrumentaal)
- 1973: Merry Christmas in Hawaii
- 1976: Aloha Hawaiï
- 1981: Hawaiian Gigolo